# Colisión aérea de Überlingen en 2002
El 1 de julio de 2002, el vuelo 2937 de BAL Bashkirian Airlines, un avión de pasajeros Túpolev Tu-154, y el vuelo 611 de DHL International Aviation ME, un avión de carga Boeing 757, colisionaron en pleno vuelo sobre Überlingen, una ciudad del sur de Alemania en el lago de Constanza, cerca de la frontera entre Alemania y Suiza. Todos los pasajeros y la tripulación a bordo de ambos aviones murieron, lo que dio como resultado un total de 71 muertos.
La investigación oficial de la Oficina Federal de Investigación de Accidentes de Aviación (BFU) identificó como causa principal de la colisión una serie de deficiencias por parte del servicio de control del tráfico aéreo (ATC) suizo a cargo del sector involucrado, así como ambigüedades en los procedimientos relativos al uso del sistema de alerta de tráfico y evasión de colisión (TCAS) a bordo.
El 24 de febrero de 2004, Peter Nielsen, el controlador aéreo de servicio en el momento de la colisión, fue asesinado en un aparente acto de venganza por Vitaly Kaloyev, un arquitecto ruso cuya esposa y dos hijos murieron en el accidente.

## Accidente

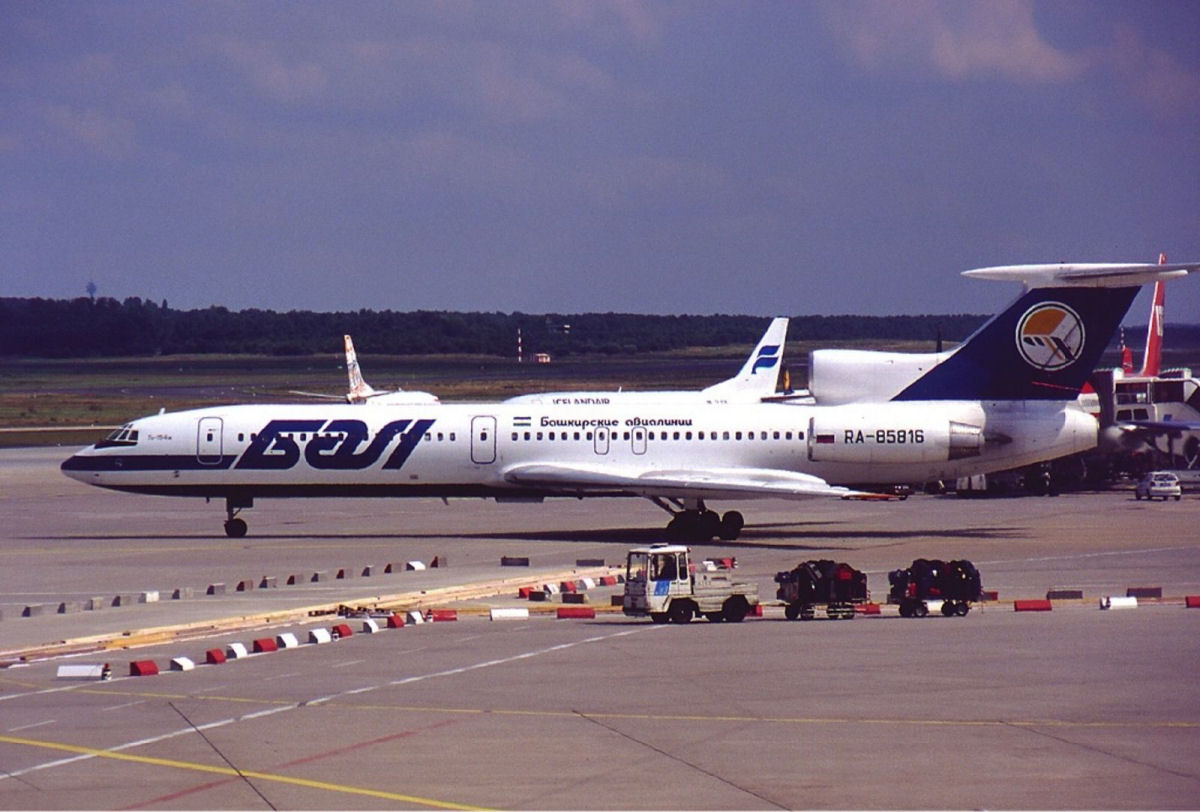
RA-85816, el avión accidentado, en el Aeropuerto de Colonia/Bonn en julio de 1998, antes de su arrendamiento a Transeuropean Airlines.

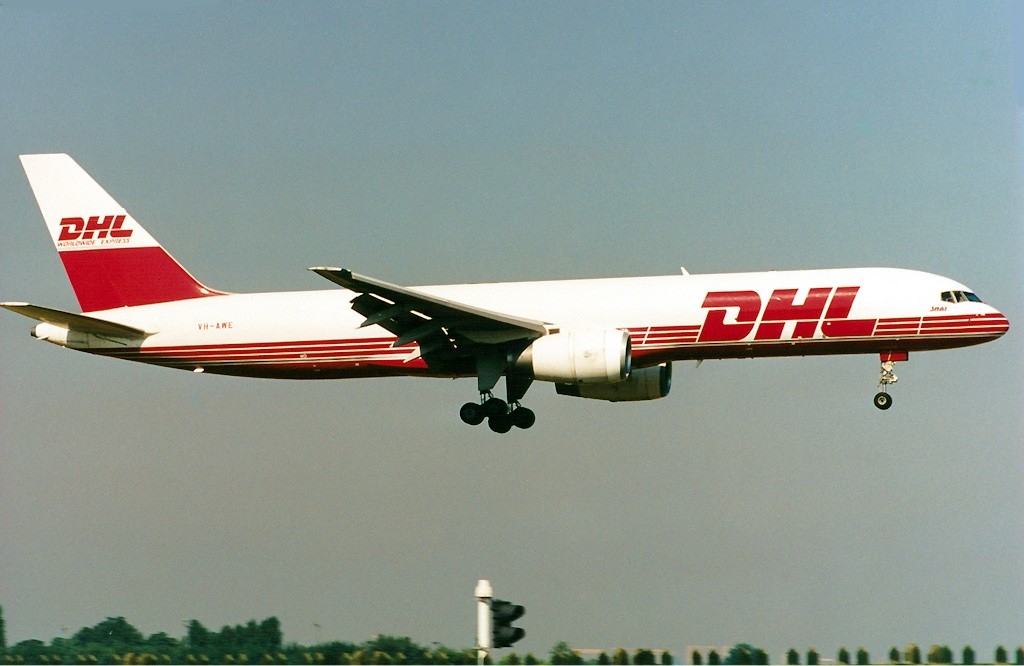
A9C-DHL, el Boeing 757 involucrado en el accidente, en el aeropuerto de Bruselas en agosto de 1996.

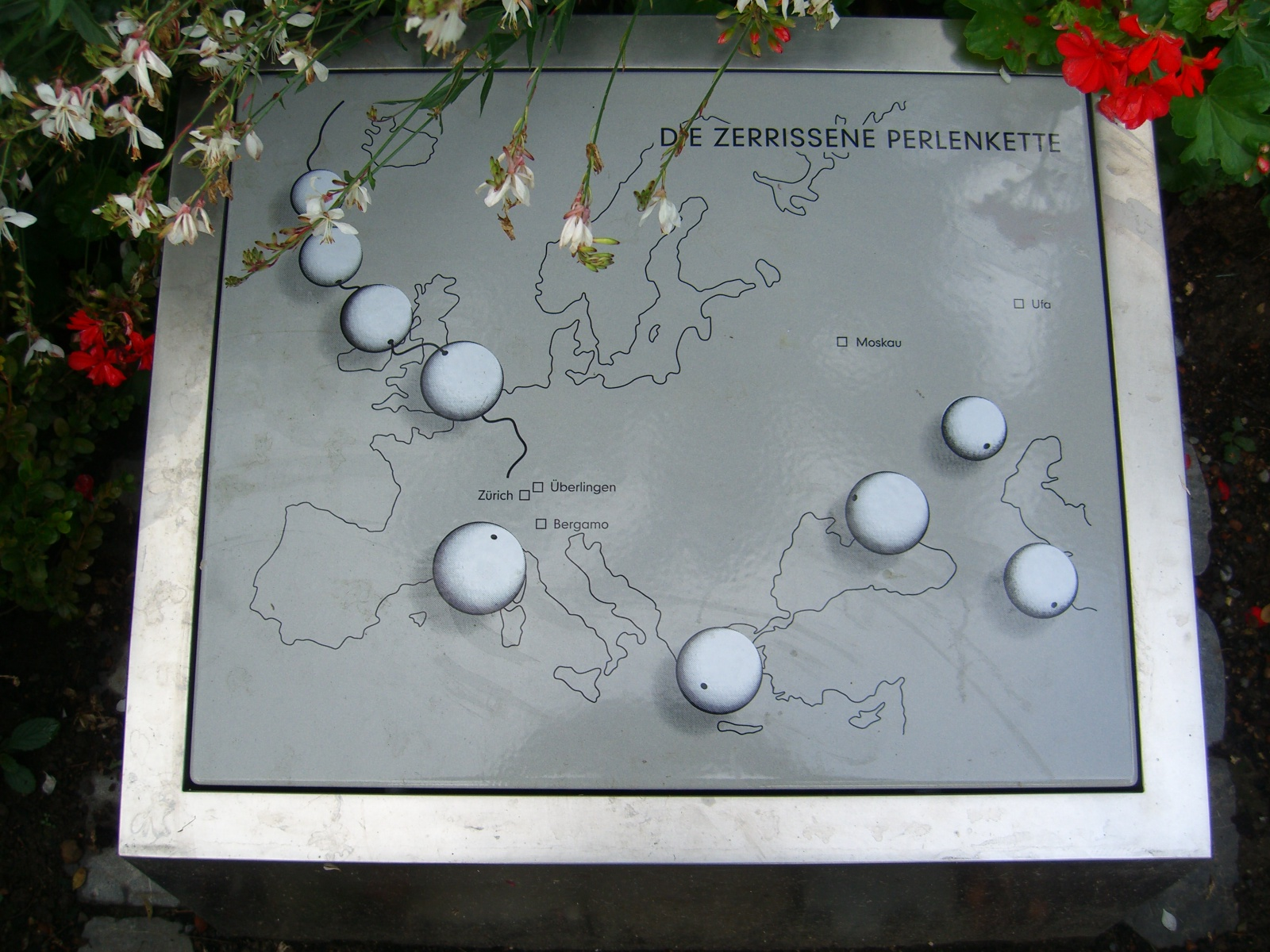
Memorial tablet «Die zerrissene Perlenkette».

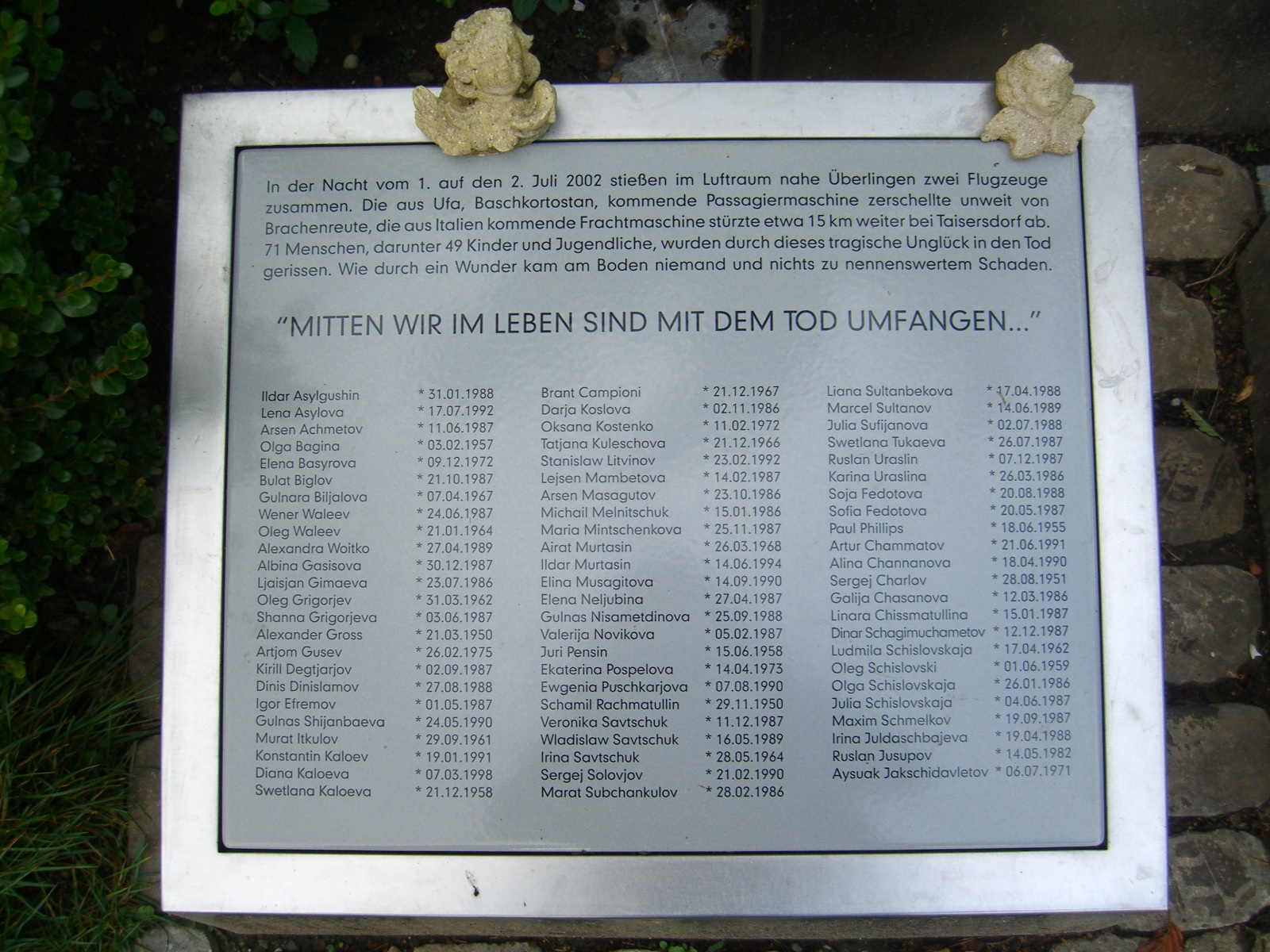
Nombres de los fallecidos en el accidente.

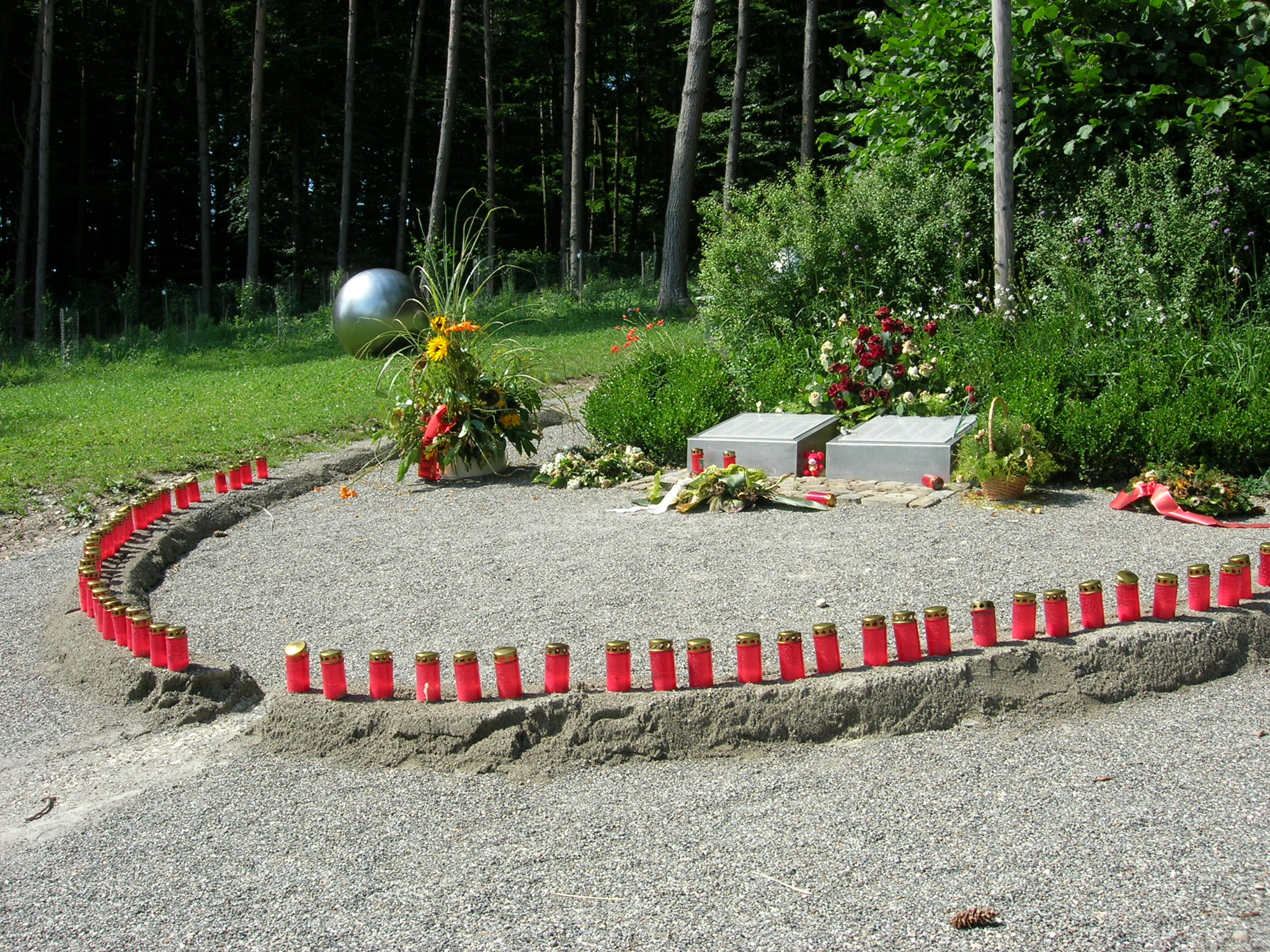
Memorial del accidente.

El accidente ocurrió a las 23:35:31 (GMT) sobre la ciudad de Überlingen, en las cercanías de la frontera de Alemania y Suiza (47°46′42″N 9°10′26″E / 47.77833, 9.17389).
Los aviones involucrados en el accidente hicieron descensos previos al choque, debido a las advertencias de descenso provenían de diversas fuentes: mientras el avión de Bashkirian Airlines tenía una orden enviada por el controlador en tierra de descender de su nivel de vuelo FL360 (11 000 metros) a FL350 (10 700 metros aprox), el vuelo de DHL recibió la orden del sistema TCAS de hacer el mismo descenso al mismo nivel de vuelo.
El impacto de la aeronave fue perpendicular, siendo el avión más dañado el Tupolev, ya que el impacto de la cola y el timón del Boeing 757 hizo que se partiera en la unión alar (zona central del avión), explotando casi inmediatamente en el aire y cayendo trozos del avión a varios cientos de metros desde el punto de colisión; por su parte, el Boeing 757 resultó menos dañado, pudiendo continuar en el aire por dos minutos más hasta que se precipitó a tierra.
De acuerdo a las grabaciones recuperadas de la CVR del avión de Bashkirian Airlines, el avión ruso logró notar la presencia del avión de carga tan solo 8 segundos antes de la colisión, evitando una colisión total entre ambos aviones, pero no fue suficiente tiempo para cambiar la altitud necesaria para salvar ambas naves.

### Relato de testigos
De acuerdo a testigos presenciales, apenas ocurrió el choque se escucharon algunas explosiones, el cielo enrojecido y a continuación una serie de trozos que caían ardiendo al suelo. Las primeras imágenes televisivas mostraban el grado de destrucción del avión y la dispersión de los restos que llegaban a tierra tras el accidente.

## Causas
Las causas del accidente, según la investigación alemana, se centran en dos aspectos críticos que influyeron en la colisión:
- Se ignoró que el sistema TCAS indicaba un ascenso a los pilotos del avión ruso, ya que la orden que provenía desde el controlador aéreo en tierra era descender, por lo cual pesó más la orden de él. El entrenamiento recibido por los pilotos rusos en ese punto era contradictorio.
- El controlador en tierra poseía una sobrecarga de trabajo pues se encontraba atendiendo dos radares por su cuenta mientras un compañero hacia un descanso. Este hecho no estaba especificado en las normas de Skyguide, empresa responsable del tráfico aéreo, y la llamada de un avión que esperaba instrucciones de aterrizaje hizo que el controlador aéreo no viera la colisión inminente.
- El avión de DHL no contactó al controlador, siguiendo la autodeterminación de respetar las indicaciones del TCAS sin saber cuáles eran las órdenes de la torre de control (la contradicción entre ambas indicaciones causó el accidente).
- La empresa Skyguide realizó un mantenimiento de sistemas que implicaban, al mismo tiempo, al radar principal y al sistema telefónico prioritario.

Una causa indirecta del accidente fue la avería del radar principal de Skyguide, lo que limitaba su rango de acción, al funcionar con el radar de emergencias, además de que las líneas telefónicas no estaban operativas esa noche. Esto, según las normas de Skyguide hubiera supuesto tener más personal presente pero, como este corte en las comunicaciones no fue notado por el jefe de turno —Allan Rossier—, no reforzaron la seguridad.

## Víctimas
El vuelo de carga de DHL iba tripulado solamente por el piloto británico Paul Phillips (47) y el copiloto canadiense Brant Campioni (34), que tenían por ruta Baréin a Bruselas con escala en la ciudad italiana de Bérgamo.
En el vuelo de pasajeros 2937 de Bashkirian Airlines viajaban un total de 69 personas (9 tripulantes y 60 pasajeros), quienes iban desde Moscú a Barcelona. La mayoría de los pasajeros eran niños quienes iban en un viaje escolar a España por una iniciativa de la UNESCO con el estado de Bashkortostán. La mayoría de los padres de los niños eran altos funcionarios de ese estado, y uno de los padres el jefe del comité local de la UNESCO. Viajaron en un tren nocturno a Moscú y a su llegada el 29 de junio el conductor del autobús los llevó accidentalmente al aeropuerto equivocado, perdiendo su vuelo original. Permanecieron allí hasta el 1 de julio en que pudieron contratar un vuelo chárter. Al mando de este vuelo iba el capitán Alexander Mikhailovich Gross (Александр Михайлович Гросс, 52 años), como primer oficial Oleg Pavlovich Grigoriev (Олег Павлович Григорьев, 40), segundo oficial Murat Akhatovich Itkulov (Мурат Ахатович Иткулов, 41), el navegante Sergei Kharlov (Сергей Харлов, 50) y el ingeniero de vuelo Oleg Irikovich Valeev (Олег Ирикович Валеев, 37). En este vuelo, Grigoriev iba calificando a Gross como parte de su evaluación profesional, relegando a Itkulov como segundo oficial de la aeronave.

## Investigación
La investigación fue abordada por la Oficina Federal de Investigación de Accidentes Aeronáuticos de Alemania, quienes recopilaron los datos desde la zona del desastre y recuperaron las cajas negras de voz e instrumentos desde los aviones. A pesar de la magnitud del impacto, la única CVR que no pudo ser usada en la investigación fue la del avión de DHL, ya que resultó totalmente destruida.
A partir de los datos obtenidos por las cajas negras, se pudo determinar la negligencia por parte de los pilotos de Bashkirian, quienes ignoraron la recomendación de TCAS. Sin embargo, indagando en el manual de usuario del avión Tupolev, los investigadores alemanes notaron que el uso de este sistema es «recomendado».

Para evitar colisiones en vuelo, el control visual de la situación en el espacio aéreo por la tripulación y la correcta ejecución de todas las instrucciones emitidas por el controlador de tránsito aéreo es considerado como la herramienta más importante. TCAS es un instrumento adicional que garantiza la determinación oportuna de tráfico en sentido contrario, la clasificación del riesgo y, si es necesario, la planificación de una maniobra de evasión vertical.

Sin embargo, en las páginas siguientes aparece una recomendación de nunca ignorar el TCAS, por lo cual esta contradicción pudo ser clave a la hora de que los pilotos tomaran la decisión de no ascender cuando fue advertido por el sistema.
Por otra parte, en tierra se indagó acerca del personal que estaba presente en el centro de operaciones de Skyguide, constando que en el minuto del accidente, el controlador aéreo Peter Nielsen se encontraba solo frente a varios radares, y que perdió el foco de atención por el despegue de un Airbus 320 desde el aeropuerto de Zürich. Esta desconcentración, además de la falta de comunicación con otros puntos de aproximación produjeron que entregara una orden temporal al avión de Bashkirian, generando la contradicción en el aire.

## Consecuencias

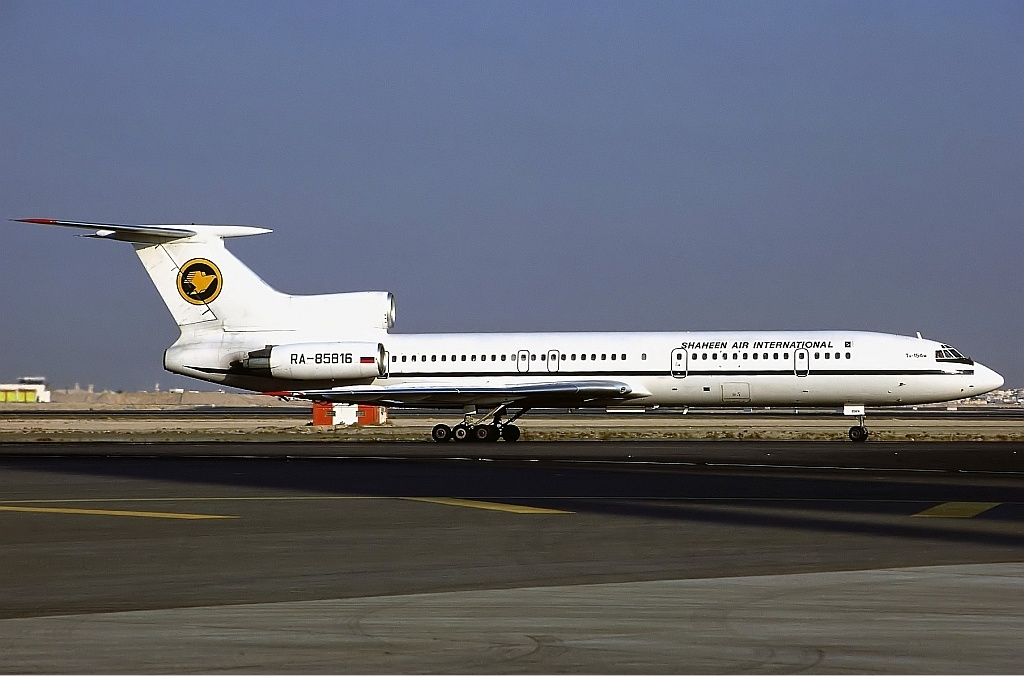
El Tupolev Tu-154 de Bashkirian Airlines accidentado, en noviembre de 1999, fotografiado mientras era operado por Shaheen Air.

La tragedia cobró las vidas de 71 personas, entre niños, adultos y la tripulación de las naves. No hubo supervivientes. Se estima que restos del avión de carga cayeron en el sector norte del lago de Constanza, donde hubo una afanosa búsqueda. Las autoridades informaron que en un bosque cercano fue localizada una caja negra.
Los restos de los aviones quedaron esparcidos en un radio de 30 a 40 kilómetros en la orilla norte del lago de Constanza, que se encuentra en la zona fronteriza entre Alemania y Suiza, y causaron algunos incendios que fueron sofocados. Entre otras cosas, se incendiaron un colegio, una granja y varias casas, temiéndose en un principio que también aquí habría víctimas mortales.
Bashikirian Airlines exigió al Skyguide una indemnización de US$ 20 millones de dólares para poder cubrir a las víctimas de la tragedia.

### Asesinato del radiocontrolador de Skyguide

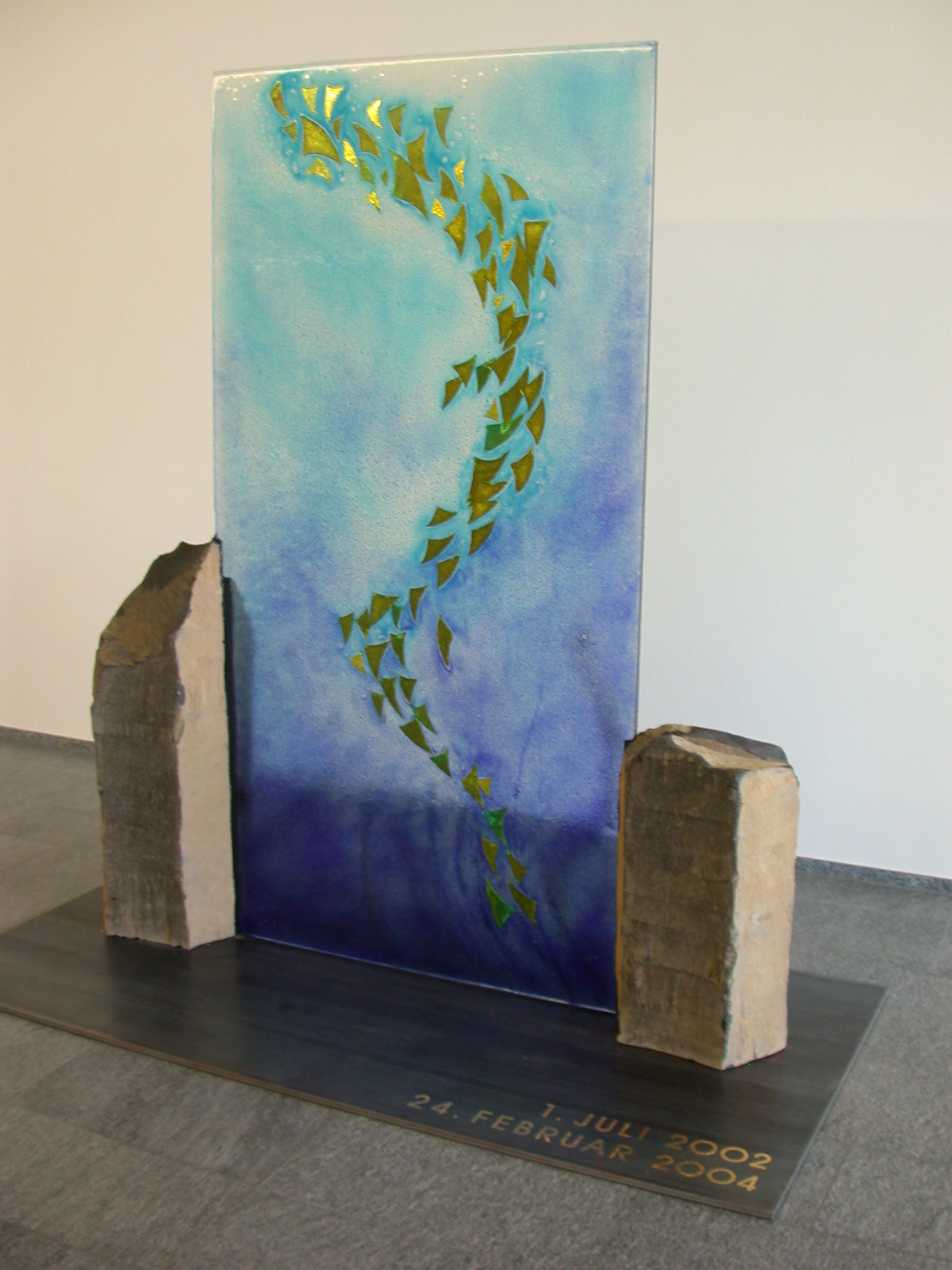
Memorial del accidente y del controlador aéreo asesinado.

Cerca de dos años después de la tragedia, uno de los deudos -el arquitecto ruso Vitaly Kaloyev-, quien había perdido a su esposa Svetlana y a sus dos hijos: Konstantin, de 13 años, y Diana, de 2 años, víctimas del accidente del avión ruso, estaba sumido en una grave depresión. 
Vitaly Kaloyev, después de la tragedia, había esperado una respuesta satisfactoria por parte de Skyguide Control. En 2003 recibió dicha respuesta. En ella se le notificaba que se le indemnizaba con tan solo unos 60,1 mil francos suizos. A Kaloyev le pareció dicha indemnización una burla a su dolor y decidió hacer justicia por sí mismo.
Investigó personalmente y culpó al controlador aéreo Peter Nielsen de la tragedia. El 24 de febrero de 2004 se presentó en casa de Nielsen, en Kloten. Kaloyev, después de llamar al timbre de la casa y de comprobar que el habitante que salía de ella era Peter Nielsen, le mostró la foto de sus hijos y le exigió disculparse. La actitud de Nielsen al ser increpado no fue la adecuada, a juicio de Kaloyev, y, en un acto de furia homicida, se ensañó con Nielsen asestándole varias puñaladas en el cuerpo y en la cara, en presencia de su esposa y tres hijos. Una certera puñalada en el bazo fue la que acabó con su vida.
En el centro de control de Skyguide en Ginebra, una rosa blanca recuerda su memoria y la de todos los fallecidos en el accidente. Vitaly Kaloyev fue procesado por homicidio premeditado y condenado inicialmente a 13 años de prisión, pero se le redujo la pena, por atenuantes, a 9 años. Finalmente solo cumplió 4 años de prisión efectiva. Después de salir en libertad, volvió a visitar el cementerio de Vladikavkaz donde reposan los restos de su difunta familia. No expresó arrepentimiento por su acción y fue tratado como un héroe en su región natal. En enero de 2008, fue nombrado viceministro de Construcción de Osetia del Norte. En 2016, recibió la medalla estatal más alta, la medalla «A la gloria de Osetia», otorgada por sus logros obtenidos mejorando la calidad de vida de los habitantes de la región, educando a las generaciones más jóvenes y manteniendo la ley y el orden.

## En la cultura popular
El accidente se relata en el quinto episodio de la segunda temporada de Mayday: catástrofes aéreas, titulado «Cruce mortal». En 2025 tuvo un remake en el noveno episodio de la vigesimoquinta temporada titulado «Colisión catastrófica».
También se presentó en el cuarto episodio de la cuarta temporada de la serie Segundos catastróficos titulado «Muerte en el aire».
En 2017 se estrenó Aftermath, largometraje protagonizado por Arnold Schwarzenegger basado en este accidente y la muerte del controlador aéreo en manos de Vitaly Kaloyev.